# ムーサー山 (モロッコ)
ムーサー山（ムーサーさん）またはジェベル・ムーサー（アラビア語: جبل موسى、スペイン語: Monte Musa、ベルベル語：Adrar Musa）はモロッコの最北端にある山であり、ジブラルタル海峡に面している。高さは851メートルで、「ヘラクレスの柱」の1つと見なされることもある。
山麓の沿岸帯はウミガメ、猛禽類とスズメ目の鳥類および哺乳類の重要な中継地で、いくつかの種類の魚類の産卵場でもある。海域には宝石サンゴのベニサンゴ（Corallium rubrum）やムチヤギ科のEllisella paraplexauroidesなどの絶滅危惧種の花虫類が生息しており、陸上ではStauracanthus boivinii、Rupicapnos africanaなどの固有種の植物が生え、バーバリーマカクなどの哺乳類が生息している。2019年にラムサール条約登録湿地となった。